# 광장시장
광장시장(廣藏市場)은 서울특별시 종로구 예지동에 위치한 시장이다. 1905년에 개설되어 100여년의 역사를 지닌 대한민국 최초의 상설시장이다.

## 명칭
이 시장을 광교(너른다리)와 장교(긴다리) 사이를 복개하여 지으려고 한 이유로 그 다리 이름의 첫 머리를 따서 '너르고 긴'이라는 뜻의 '광장(廣長)'이라 이름을 지었으나, 실제로 그곳에 짓지는 못하였다. 당시 토목 기술로는 큰 비를 견디지 못했기 때문에 배오개로 터를 다시 옮기게 된다. 배오개에서 개설한 후에도 이름을 발음 그대로 하되 '널리 모아 간직하다'는 뜻을 새로 담아 현재의 '광장(廣藏)시장'이 되었다.
1907년 한성부에서 시장 개설 허가를 낼 당시 동대문시장으로 명칭을 정하였으나, 1960년대 이후에는 동대문종합시장, 평화시장 등 인근 시장과의 구별을 위해 '광장시장'으로 불리기 시작하였다.

## 역사
종로4가와 예지동 일대에 자리 잡은 배오개(이현(梨峴)) 시장은 조선 후기 서울의 3대 시장으로 손꼽혔다. 지금의 시장터는 임진왜란 당시 조정의 군사력 동원에 따라 군복 제조에 필요한 옷감을 거래하는 장터라는 설이 제기된다.
1905년 남촌에 자리잡은 일본인들이 남대문시장의 경영권을 장악하고 북촌의 상업가인 종로로 상권을 넓혔다. 종로와 남대문 기반의 조선인 상인들은 동시기 화폐정리사업으로 인한 인플레이션, 육의전의 관청 공납 중단으로 위기감을 느끼고 있었다. 이에 1905년 7월 박승직, 김종한, 이봉래, 홍충현 등이 설립 발기인으로 나서고, 장두현, 최인성, 김태희 등의 대상인들이 합류하여 자본금 7만 8000원을 모아 '광장주식회사'를 세웠다.
1950년 6.25 전쟁 당시 기존의 목조건물이 화재로 소실되었으며 1954년 콘크리트 건물로 재건되었다. 1966년 5월에는 큰 화재가 일어나 157개 점포가 전소되는 사건이 있었다. 1998년에도 화재로 포목점 100여개가 전소되는 피해를 입었다.
초창기에는 가평, 뚝섬, 이천 등지에서 건너오는 농수산물과 장작물을 판매하였으나, 1960년대~1970년대 들어 한복지와 양장지를 비롯한 의류와 혼수품 중심 시장으로 변화해갔다. 이러한 분위기는 1990년대 말부터 위축되었으며 2005년 청계천 복원공사 마무리 이후 관광객이 많이 찾는 먹거리 시장 위주로 변모하였다.

## 먹거리
육회와 빈대떡, 순대, 족발 등의 먹거리가 유명하다. 특히 마약김밥으로 불리는 꼬마김밥은 광장시장이 발상지이다. 마약김밥은 꼬마김밥에 겨자소스를 찍어먹는 김밥이다.

## 갤러리

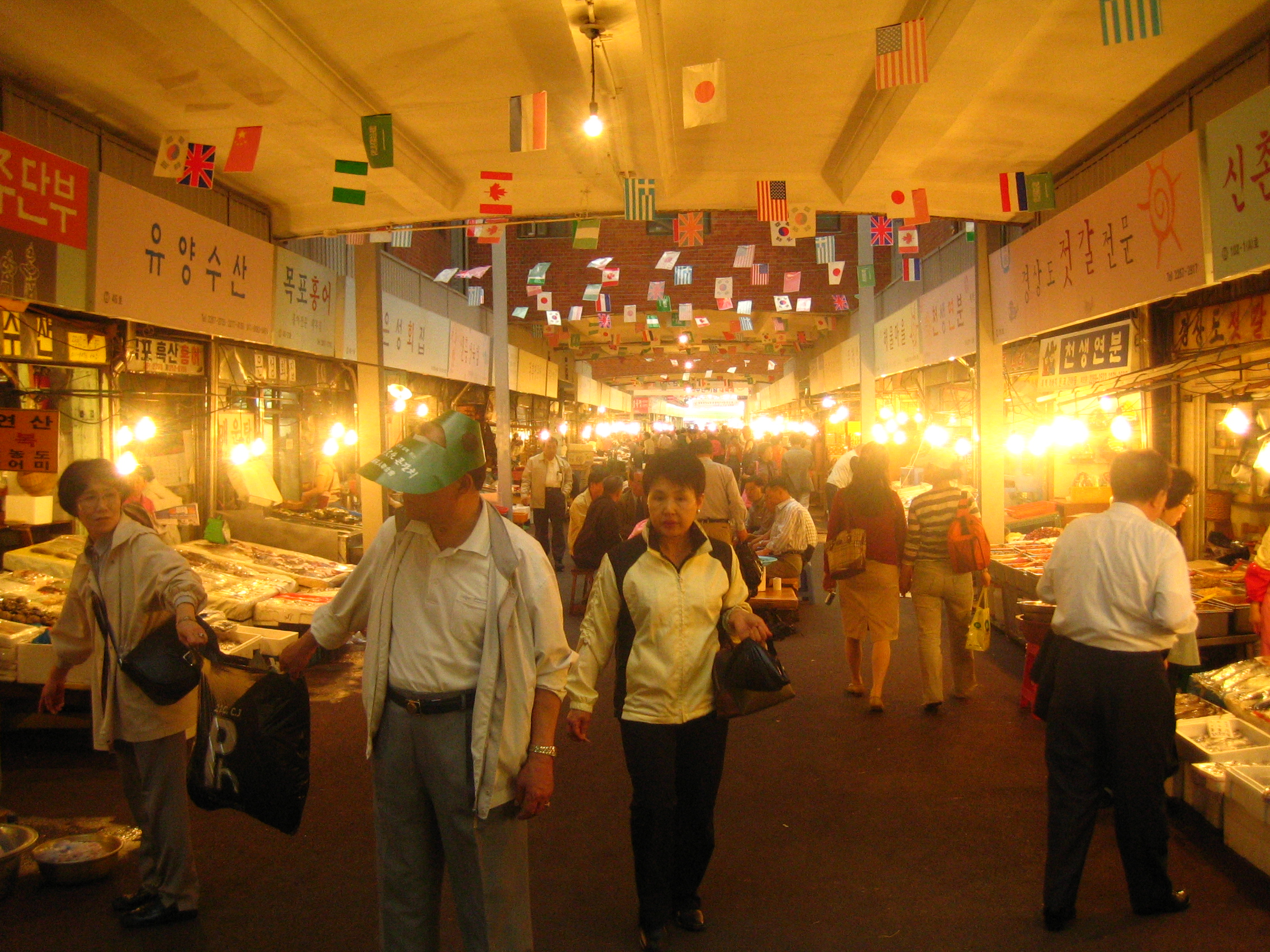
광장시장 안
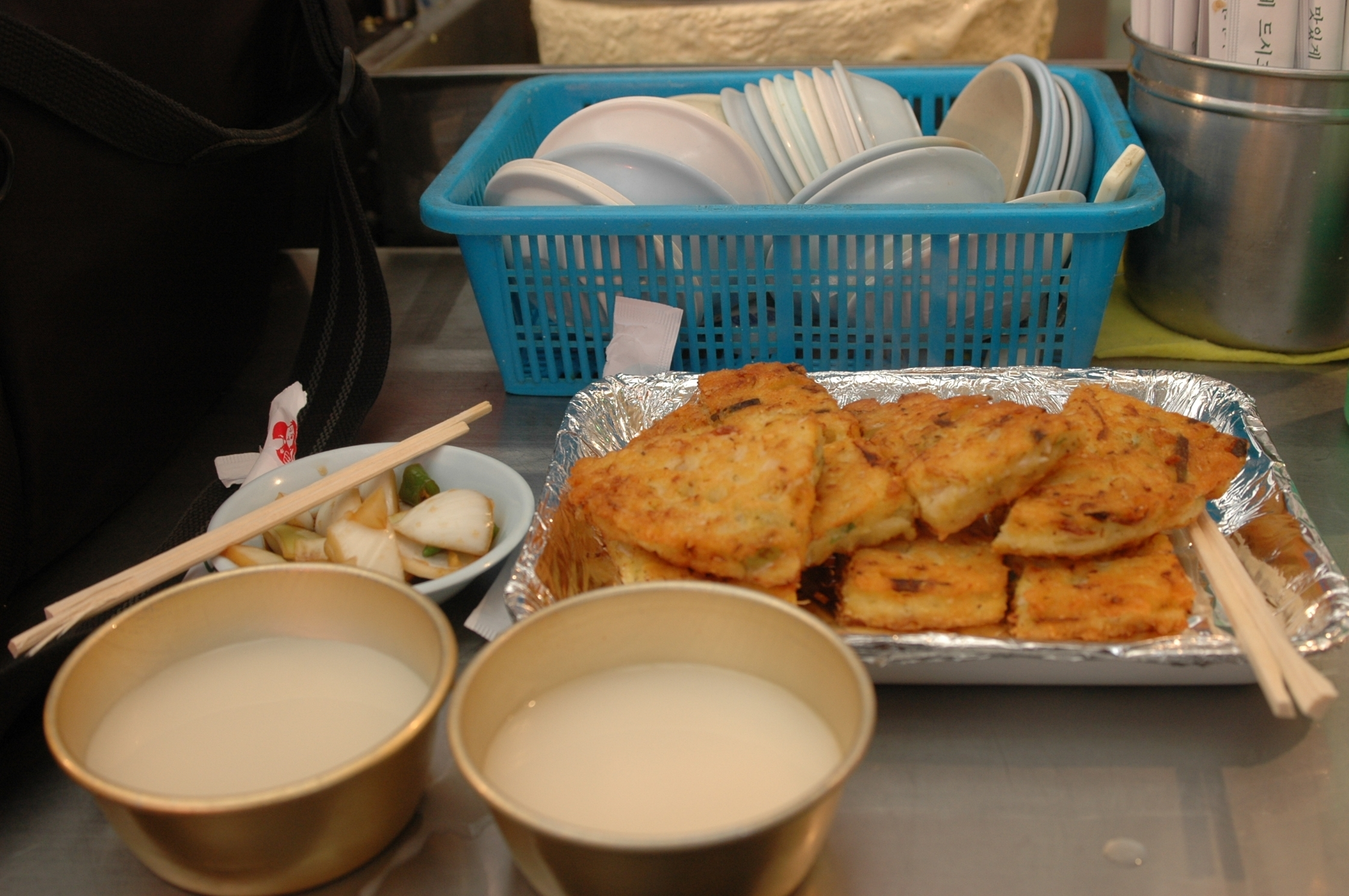
녹두전과 쌀 막걸리
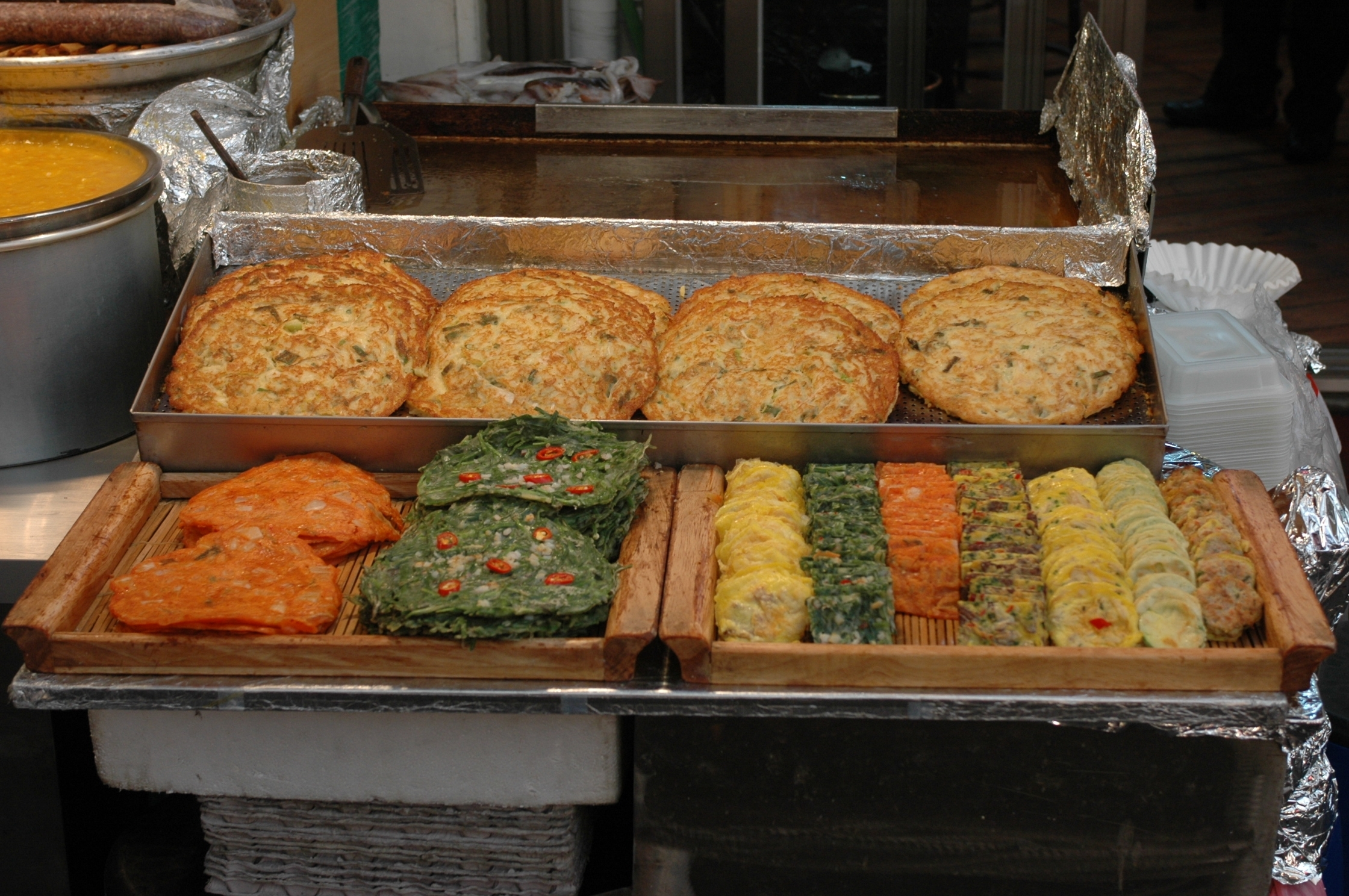
빈대떡과 각종 전들
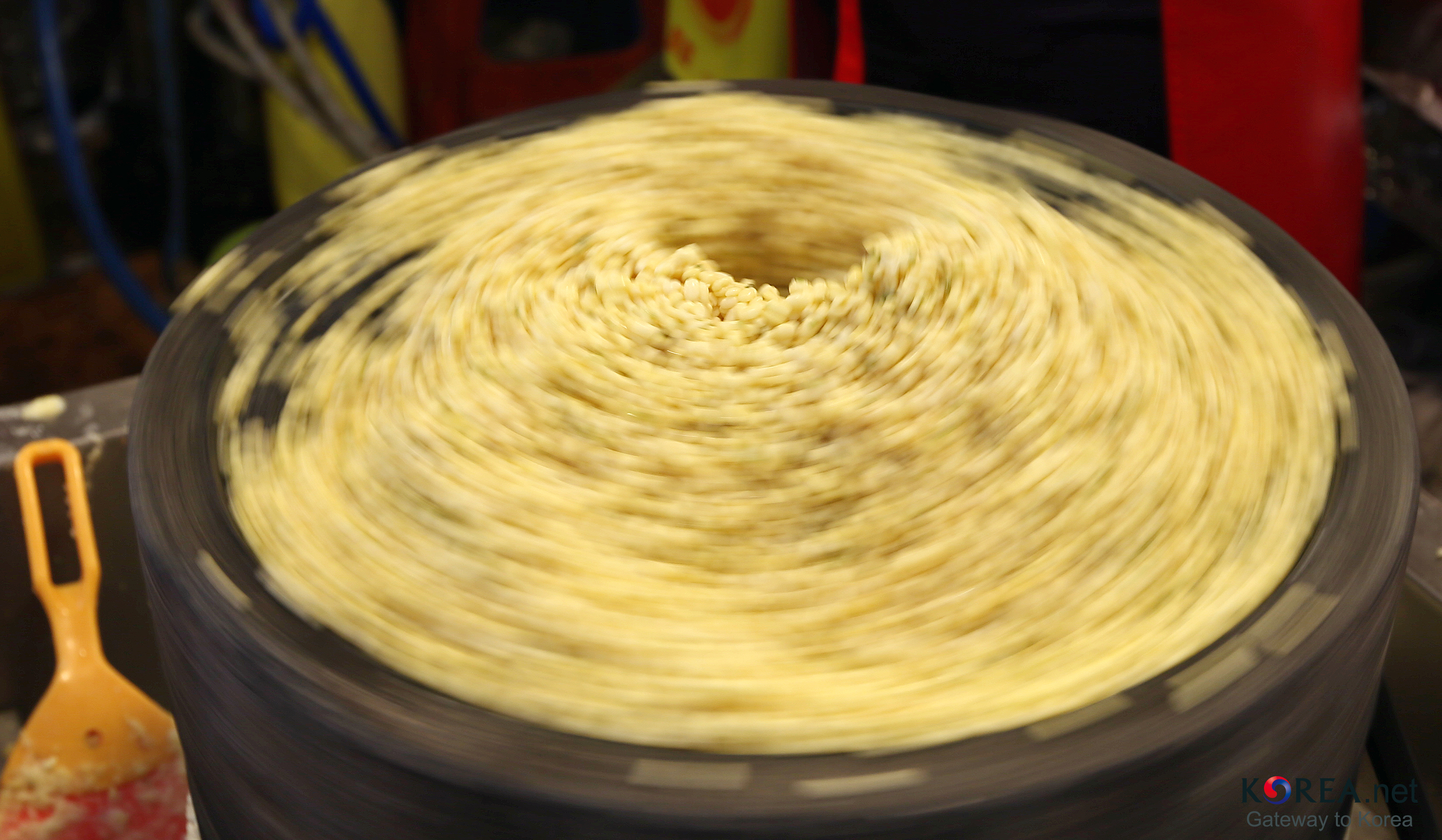
빈대떡 재료인 녹두를 갈고 있다.
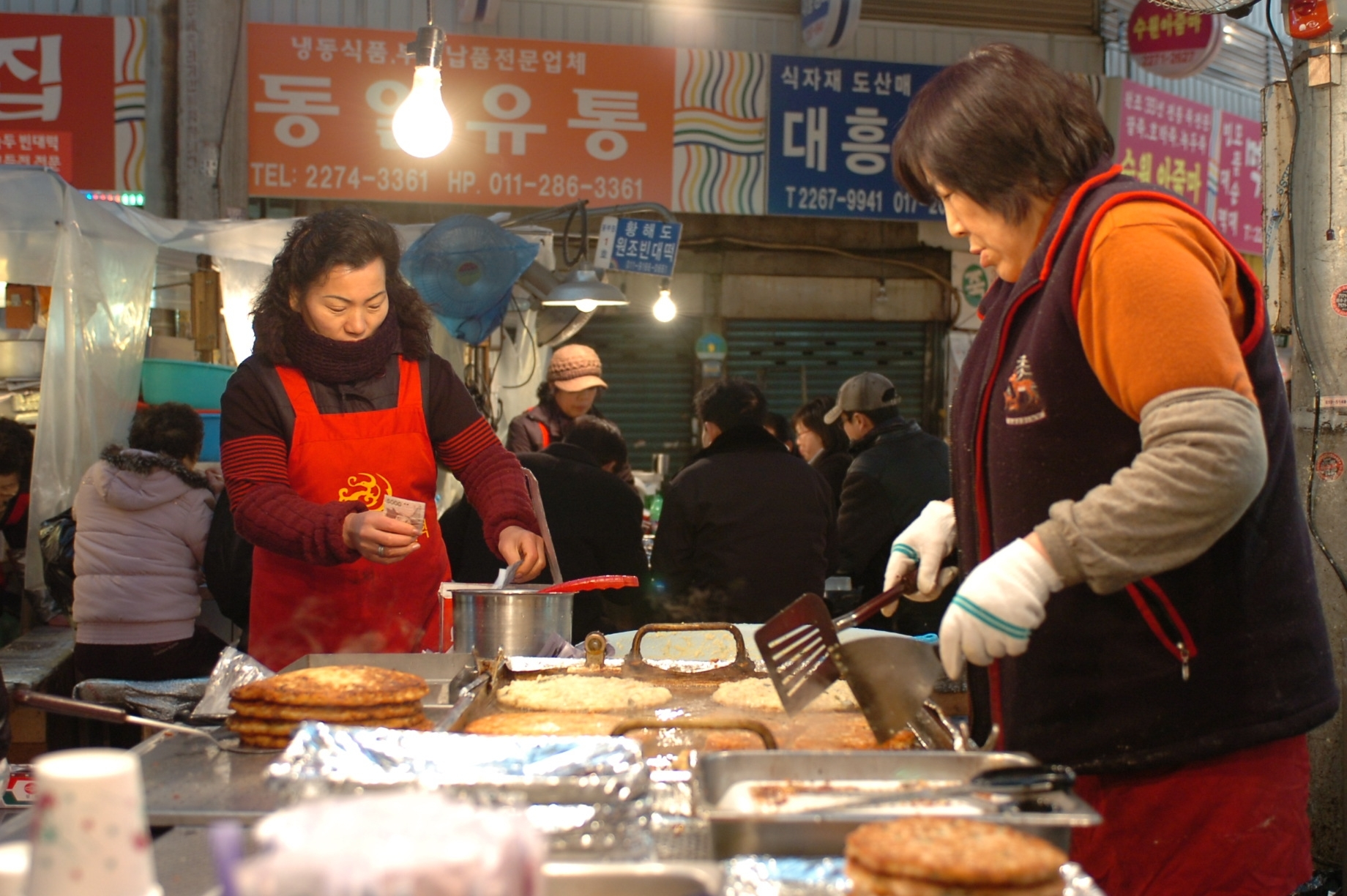
빈대떡을 부치고 있다.
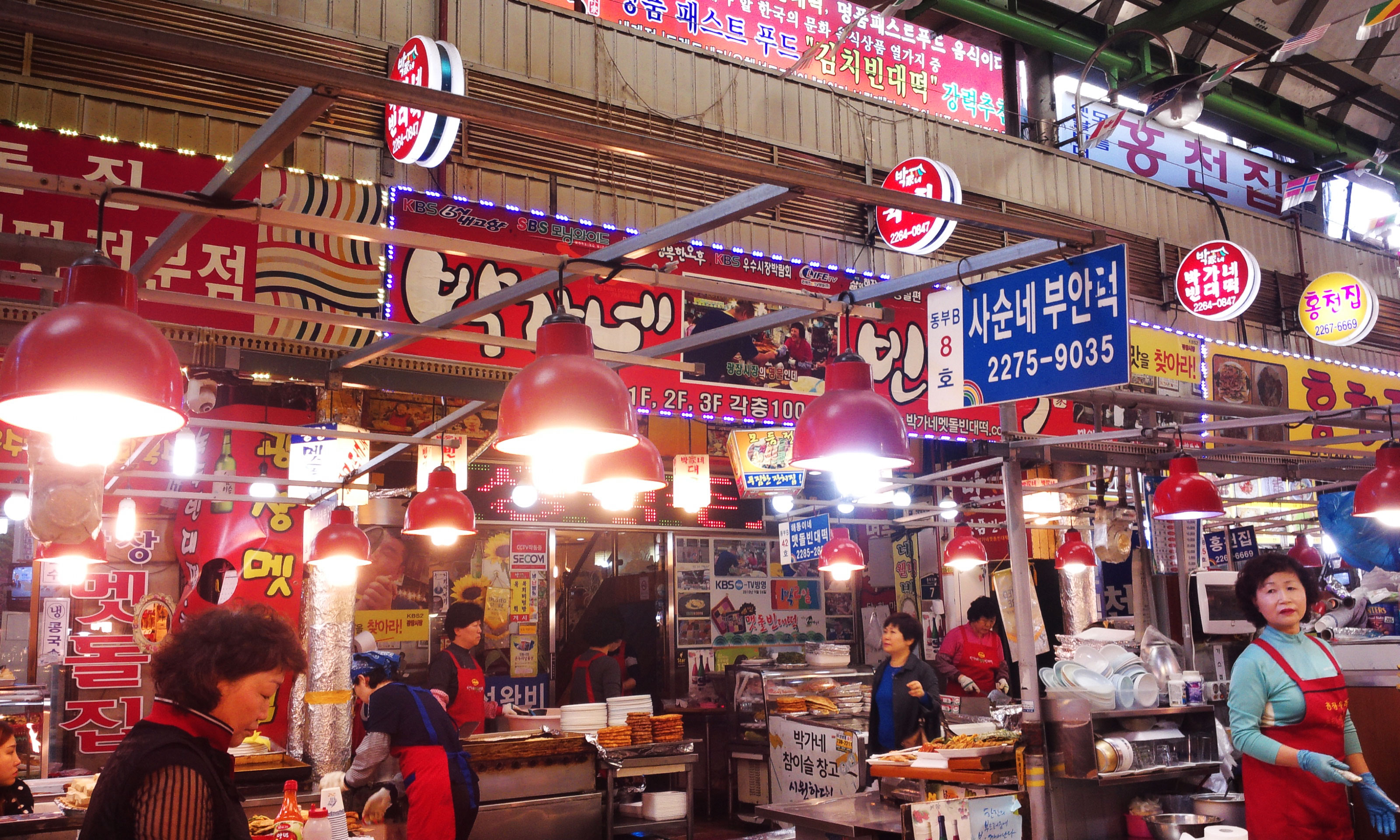
광장시장 상점들
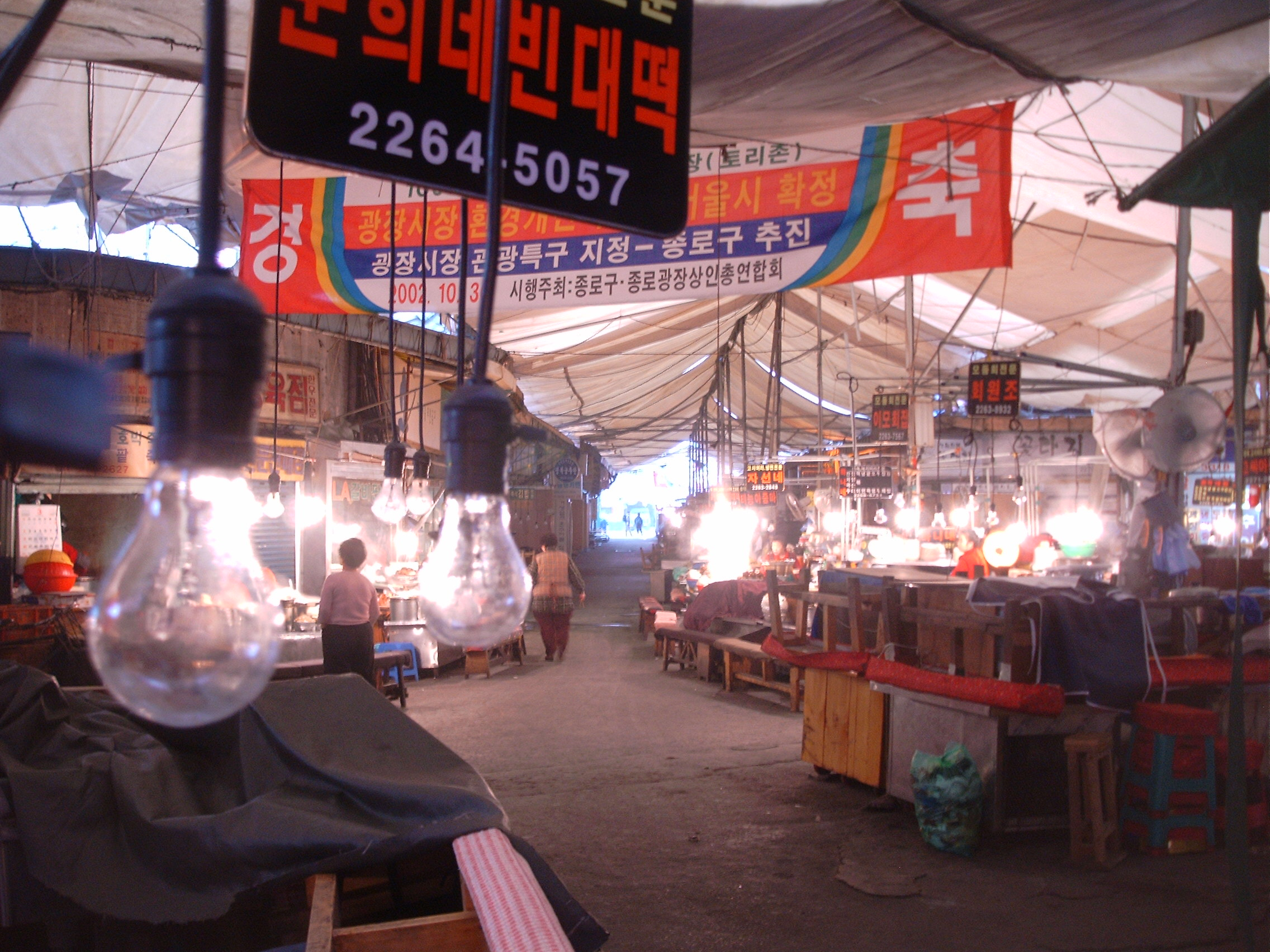
2002년의 광장시장
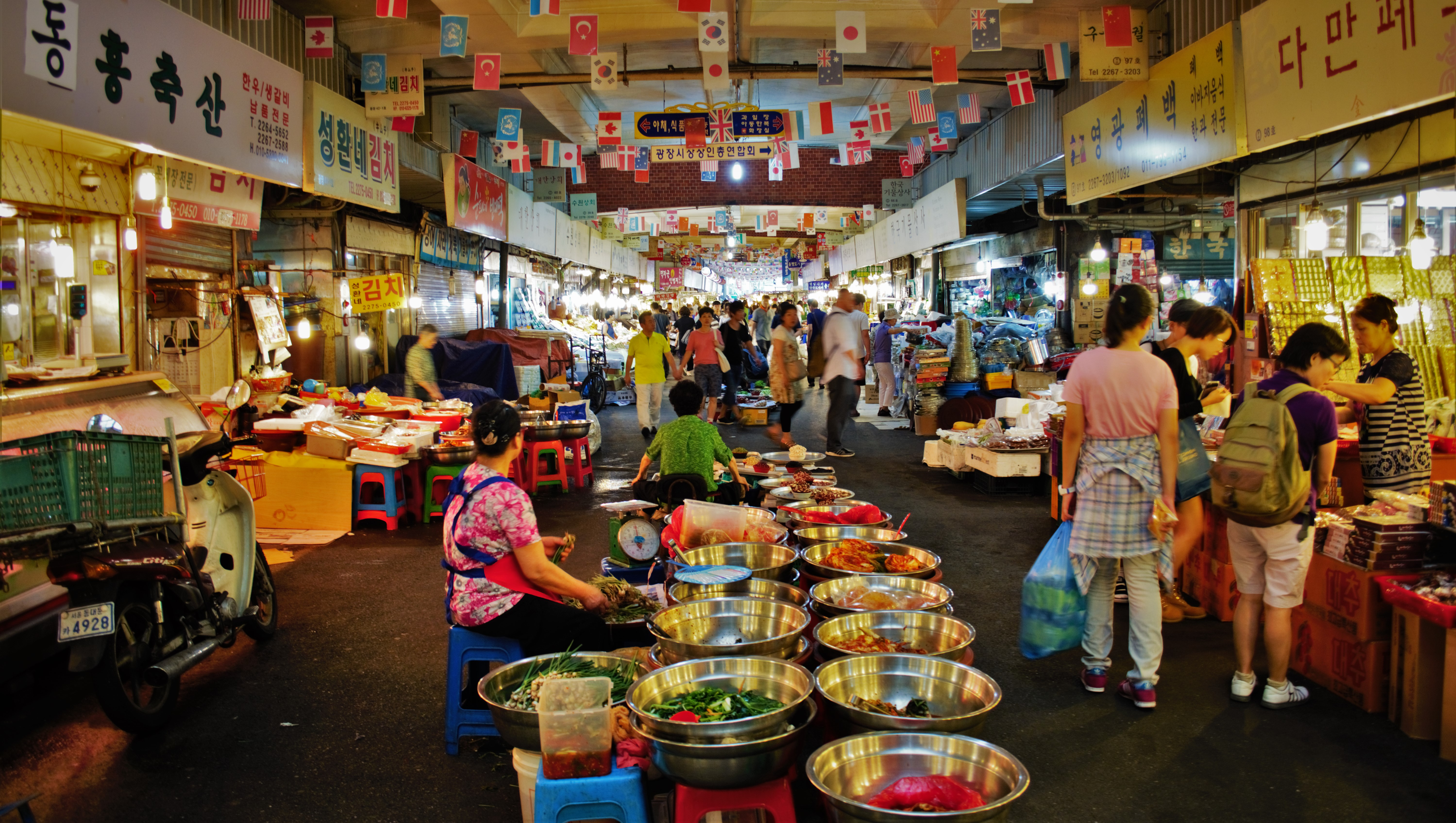
2016년 광장시장
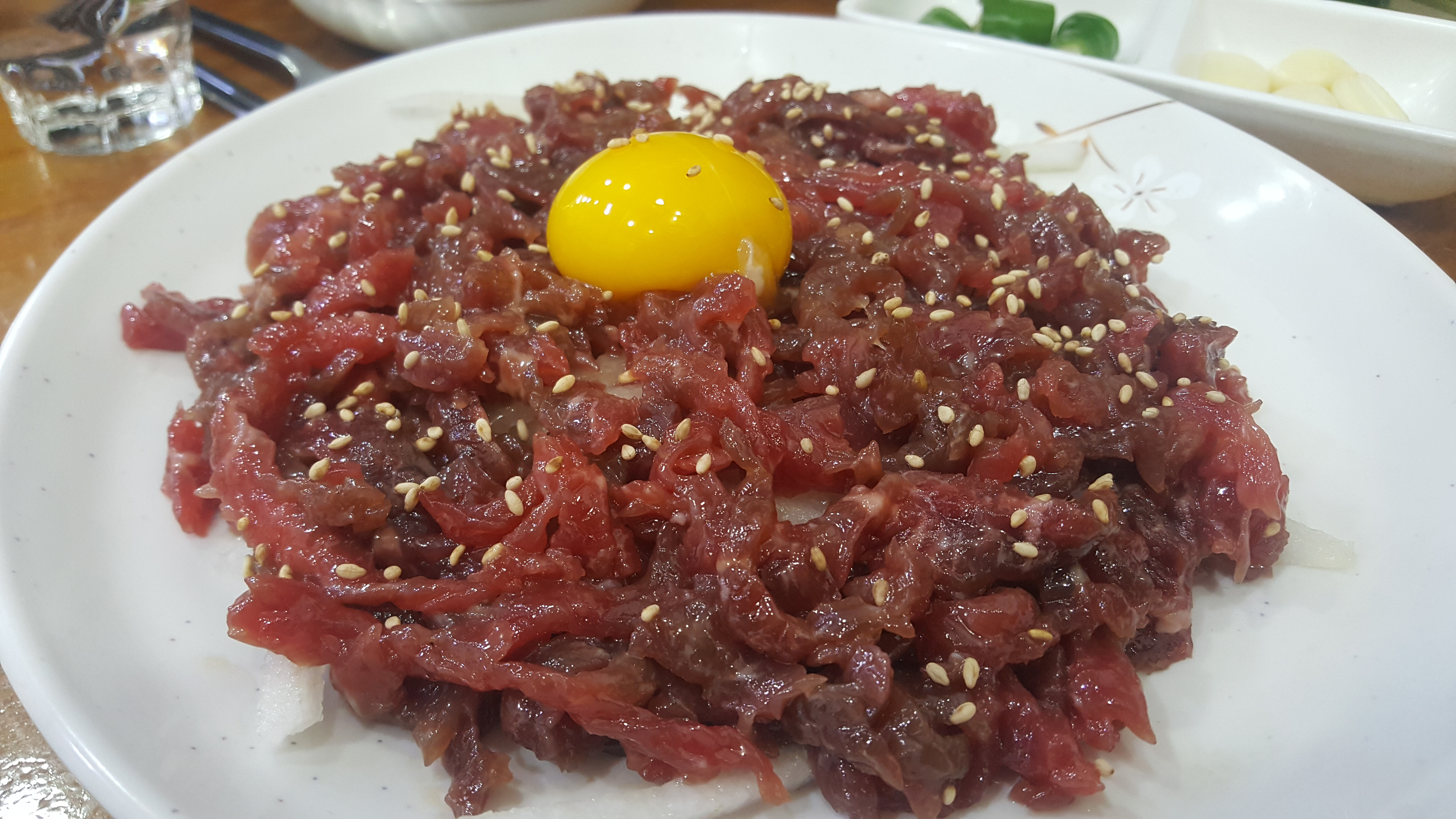
광장시장 육회

## 위치
광장시장은 서울 지하철 1호선의 종로5가역 8번 출구, 지하철 2호선과 5호선의 을지로4가역 4번 출구에서 100m 정도 떨어져 있다.

## 같이 보기
- 대한민국의 시장 목록

## 참고 문헌
- 《동대문시장; 광장·중부·방산》. 서울역사박물관. 2012.